# Sutton Valence
Sutton Valence est une paroisse civile et un village du Kent, en Angleterre.